# Pignari Bana
Pignari Bana är ett departement i Mali.   Det ligger i regionen Mopti, i den centrala delen av landet, 500 km öster om huvudstaden Bamako.